# Strisce d'invasione

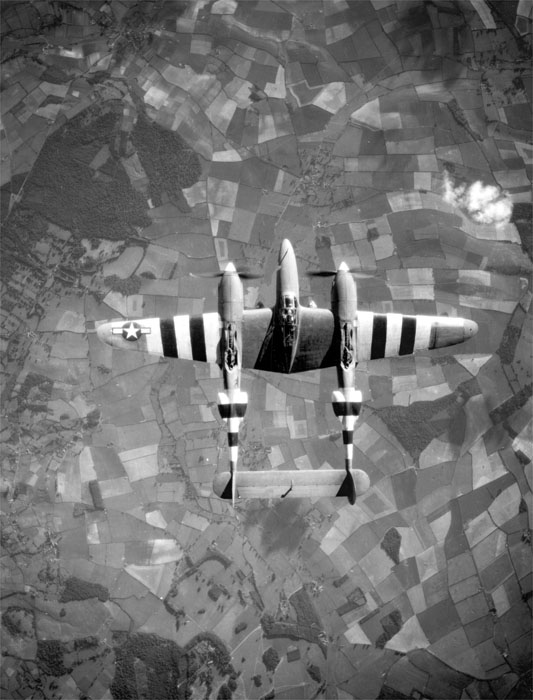
Un ricognitore Lockheed F-5 Lightning mostra chiaramente le strisce d'invasione sulle ali e sulle travi di coda

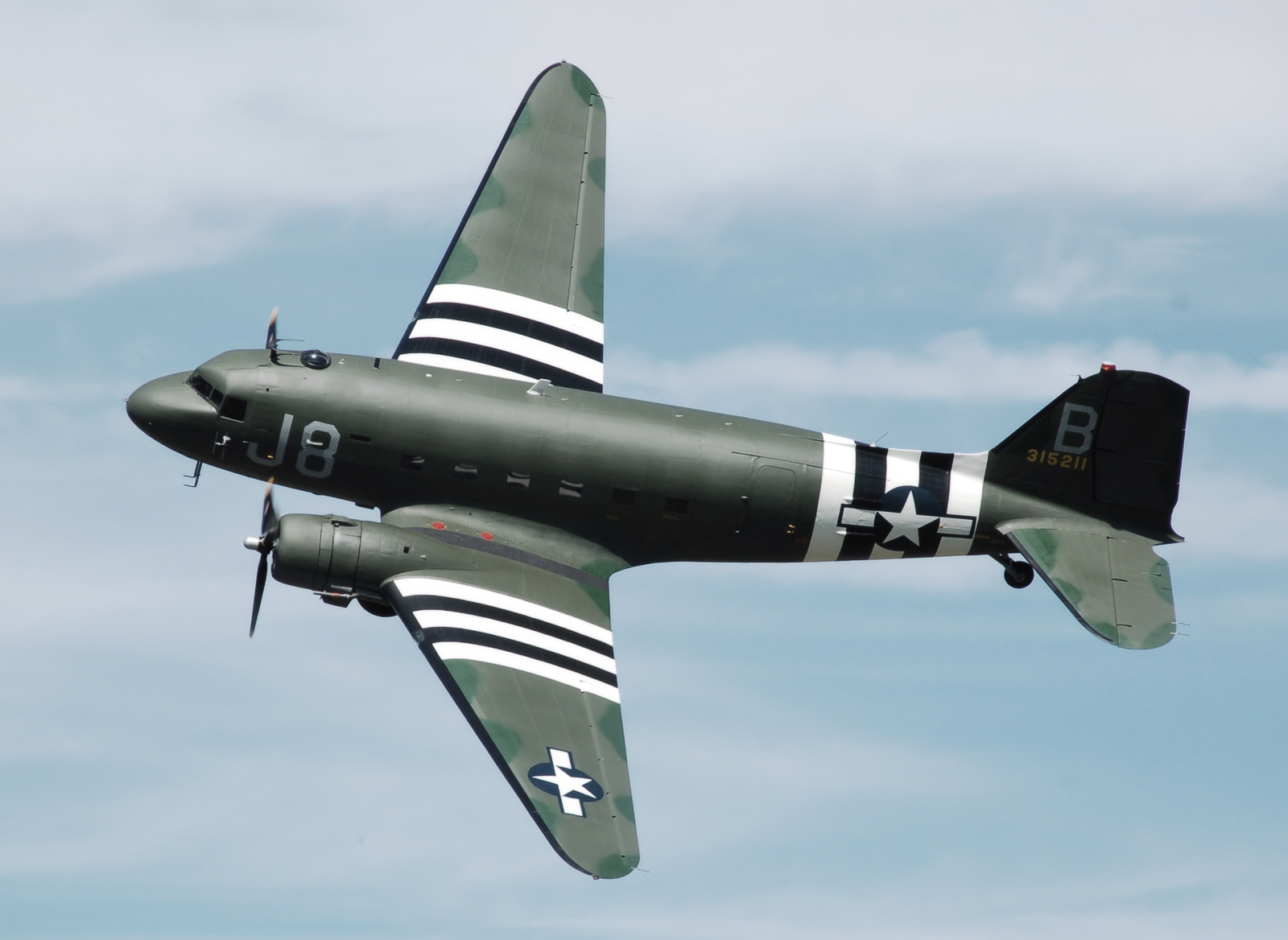
Un aereo da trasporto Douglas C-47 Skytrain

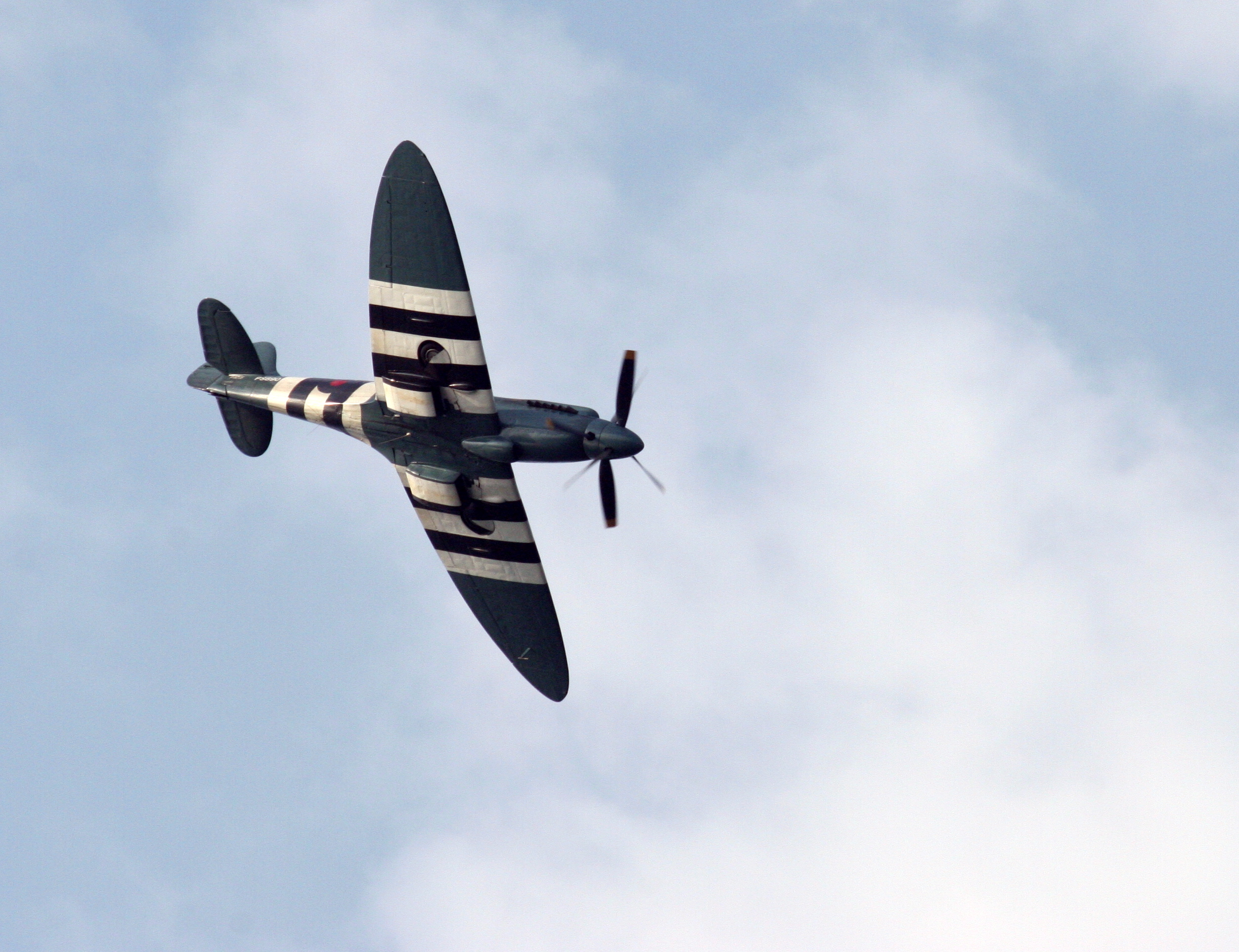
Un caccia Supermarine Spitfire

Le strisce d'invasione (in inglese invasion stripes) erano bande alternate bianche e nere che vennero dipinte sugli aeroplani militari alleati durante le operazioni collegate al D-Day e alla successiva battaglia di Normandia, a partire dal giugno 1944. Il loro scopo era quello di rendere più facile distinguere a vista gli aerei alleati da quelli nemici sia per le forze di terra che per quelle di mare e di aria, riducendo così i danni da fuoco amico. Si presupponeva che le fasi dell'invasione sarebbero state le più difficili e concitate della seconda guerra mondiale e si temeva che i sistemi elettronici di identificazione (IFF) sarebbero collassati a causa del sovraccarico.
Le strisce, consistenti di tre bande bianche e due nere parallele, erano collocate sul dorso e sul ventre delle ali e sulla parte posteriore della fusoliera. Vennero applicate ai caccia, agli aerei da ricognizione, ai velivoli da collegamento, ai trasporti e ai bombardieri mono e bimotori; non vennero dipinte sui grandi bombardieri strategici quadrimotori perché la Luftwaffe tedesca non aveva in servizio quasi nessun aereo di quel tipo che potesse generare confusione.
L'ordine di applicare le strisce d'invasione, approvato dall'Air Chief Marshall Trafford Leigh-Mallory il 17 maggio 1944 e messo in pratica nei primi giorni di giugno, riguardò i velivoli del Coastal Command e del Fighter Command della Royal Air Force e quelli dell'Allied Expeditionary Air Force – in generale, tutti gli aeroplani britannici e statunitensi che avrebbero dovuto sorvolare le difese antiaeree alleate in Normandia.
Dato il considerevole effetto anti-mimetico delle strisce d'invasione, già un mese dopo il D-Day la maggior parte di esse venne rimossa dalle superfici superiori dei velivoli. Entro la fine dell'anno tutte le invasion stripes vennero cancellate.